# Пеневичі
Пеневичі (рос. Пеневичи) — село в Хвастовицькому районі Калузької області Російської Федерації.
Населення становить 377 осіб. Входить до складу муніципального утворення Село Пеневичі.

## Історія
Від 2004 року входить до складу муніципального утворення Село Пеневичі

## Населення
| 2002 | 2010 |
| ---- | ---- |
| 399  | ↘377 |